# Anthony Gatto
Pour les articles homonymes, voir Gatto.
Anthony Commarota, dit Anthony Gatto, né à Manhattan (New York) le 14 avril 1973, est un jongleur américain. 

## Biographie
Jeune, Anthony Gatto fut entraîné par son père Nick Gatto, ancien acrobate professionnel. Il a grandi dans le Maryland pour devenir l’un des jongleurs les plus habiles de tous les temps. Anthony est un enfant prodige qui a été considéré comme un jongleur de classe mondiale depuis l’âge de 9 ans.
Anthony a commencé à travailler à Las Vegas (Nevada) à l’âge de 10 ans et a fait depuis des performances en Angleterre devant la famille royale britannique. En 1998, il rencontre sa future épouse Danielle, une danseuse et choréographe professionnelle. Elle deviendra son assistante pendant ses performances. En 2000, il a remporté le Festival international du cirque de Monte-Carlo et reste le seul jongleur à avoir remporté ce prix. Il est aussi bien connu pour ses performances avec le Cirque du Soleil, avec sa femme Danielle.
En 2012, Anthony Gatto prend sa retraite et ouvre une entreprise de resurfaçage en Floride.

## Records
Anthony Gatto est l’un des seuls jongleurs connus à avoir démontré une telle maîtrise du jonglage de nombre (avec beaucoup d’objets), au point de détenir plus de la moitié des records du monde existants lorsqu'il a pris sa retraite en 2012 :
- Anneaux :
  - 7 anneaux pendant 15 minutes 5 secondes en 2005,
  - 8 anneaux pendant 1 minute 17 secondes en 1989,
  - 9 anneaux, 235 rattrapes en 2005,
  - 10 anneaux, 47 rattrapes en 2005,
  - 11 anneaux, 17 rattrapes en 2006 (battu par Lysenko Danila en 2020) ;
  - 12 anneaux, 12 rattrapes en 1993 (battu par Willy Colombaioni en 2016),
- Massues :
  - 6 massues pendant 7 minutes et 38 secondes en 2005,
  - 7 massues pendant 4 minutes et 23 secondes en 2005,
  - 8 massues, 16 rattrapes en 2006 (battu par Mortiz Rosner en 2023) ;
- Balles :
  - 7 balles pendant 10 minutes et 12 secondes en 2005 (battu par Adolfo Esteban Cardenas en 2019),
  - 8 balles pendant 1 minute et 13 secondes en 2006 (battu par Enzo Nicolás Agüero en 2023) ;
  - 9 balles, 305 rattrapes en 2006,
- Billes de billard : 
  - 6 billes de billards pendant 8 minutes et 56 secondes en 2008.[réf. nécessaire]